# Tarzan et le Lion d'or
Tarzan et le Lion d'or (Tarzan and the Golden Lion) est un roman d'aventure de l'écrivain américain Edgar Rice Burroughs, le neuvième de sa série de livres sur le personnage de  Tarzan. Il a d'abord été publié sous forme de roman feuilleton en sept parties dans Argosy All-Story Weekly, à partir de décembre 1922 ; puis rassemblé en roman et édité chez A. C. McClurg & Co. le 24 mars 1923.

## Résumé
L'histoire reprend avec la famille Clayton, Tarzan, Jane Porter et leur fils Korak, de retour de leurs aventures du roman précédent. Le long du chemin, ils trouvent un lionceau orphelin que Tarzan ramène à la maison et dresse.
Flora Hawkes, une ancienne femme de chambre des Clayton avait entendu parler de la découverte de Tarzan de la chambre au trésor de la cité perdue d'Opar (dans Le Retour de Tarzan et Tarzan et les Joyaux d'Opar) et avait réussi à copier sa carte. Elle a concocté un plan pour diriger une expédition pour récupérer l'or. Dans l'éventualité de décourager n'importe quels habitants de les questionner, elle a cherché et trouvé un homme ressemblant à Tarzan, nommé Esteban Miranda, pour les accompagner.
Deux ans ont passé depuis que la famille Clayton a récupéré leur lionceau. Sa propriété Greystoke est en difficulté financière en raison de son soutien aux efforts de guerre des Alliés, et il a conclu qu'il était temps de retourner à Opar pour un autre retrait.
Tarzan rencontra le groupe de Hawkes, où il fut drogué et livré aux mains des Opariens. La reine La, qui est tombée en défaveur du grand prêtre, sentait qu'elle n'avait rien à perdre en s'échappant avec Tarzan par la seule route sans surveillance - un chemin d'accès à la légendaire vallée des diamants, duquel personne n'était jamais revenu. Là, Tarzan y trouva une race d'humains qui étaient à peine plus intelligents que les animaux et qui étaient asservis par une race intelligente de gorilles. Avec l'aide de son lion doré Jad-bal-ja, Tarzan utilisa les indigènes pour restaurer le pouvoir de La. Avant de partir, il accepta un sac de diamants pour récompense.

## Éditions

### Éditions françaises en livre
- 1970 : Tarzan et le lion d'or (Édition Speciale)
- 1988 : Tarzan et le lion d'or (NÉO)

## Adaptations

### Bande dessinée
Le livre fut adapté en bande dessinée par Gold Key Comics dans Tarzan n°172-173, daté d'avril–mai 1969, avec un scénario de Gaylord DuBois et les dessins de Russ Manning.

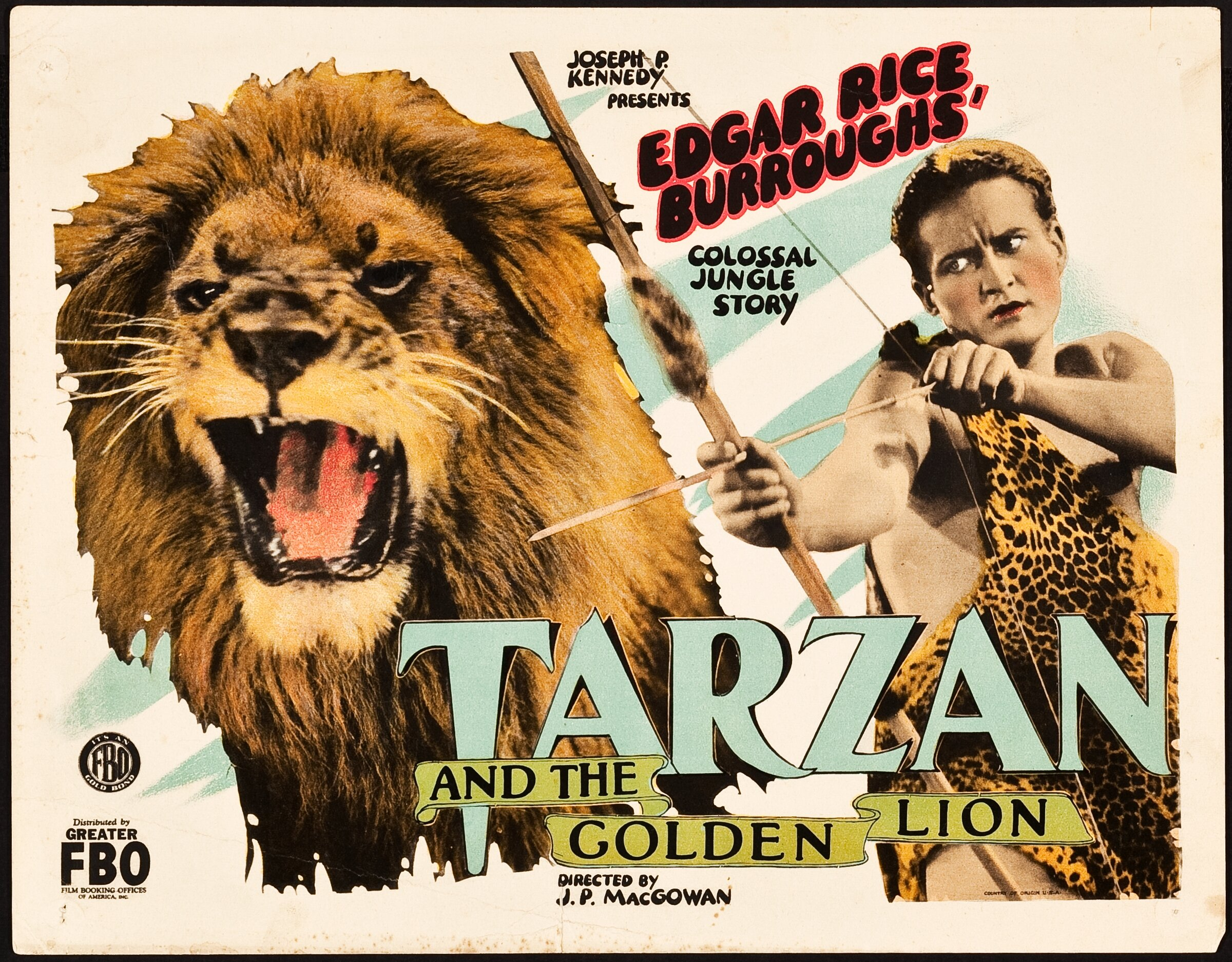
Affiche du film issu du roman (1927)

### Cinéma
Le roman fut adapté en film en 1927.